# Damer (krater)
Damer är en nedslagskrater på planeten Merkurius, med en diameter på ungefär 60 kilometer.
2013 uppkallades kratern efter Anne Seymour Damer.